# Get Your Sting and Blackout World Tour

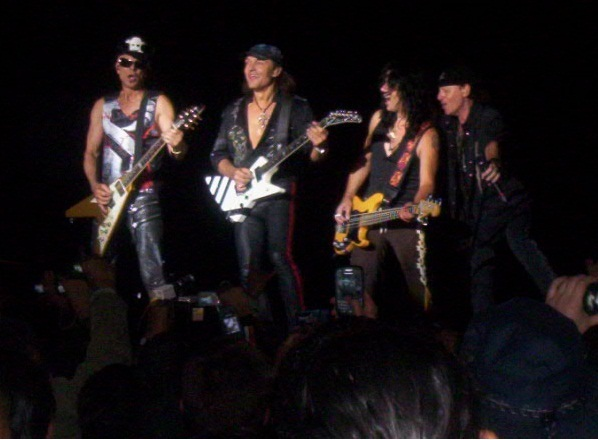
A banda na Colômbia em 2010.

Get Your Sting and Blackout World Tour é a turnê de despedida da banda de rock alemã Scorpions para promocionar o álbum de despedida deles, Sting in the Tail, lançado em 19 de março de 2010. A banda lançou um CD e um Blu-ray com a apresentação da turnê feita em 15 de abril na cidade de Saarbrücken na Alemanha.

## Datas

### Em 2010
| Data                   | Cidade           | País            | Local                          |
| ---------------------- | ---------------- | --------------- | ------------------------------ |
| Europa                 |                  |                 |                                |
| 15 de março de 2010    | Praga            | Chéquia         | O2 Arena                       |
| 18 de março de 2010    | Moscou           | Rússia          | MegaSport Arena                |
| 10 de abril de 2010    | Mons             | Bélgica         | Power Prog Festival            |
| 22 de abril de 2010    | Ostrava          | República Checa | Prokešovo Náměstí              |
| 29 de abril de 2010    | Minsk            | Bielorrússia    | Arena                          |
| 7 de maio de 2010      | Lípsia           | Alemanha        | Arena                          |
| 8 de maio de 2010      | Munique          | Alemanha        | Olympiahalle                   |
| 12 de maio de 2010     | Frankfurt        | Alemanha        | Festhalle                      |
| 14 de maio de 2010     | Stuttgart        | Alemanha        | Hanns-Martin-Schleyer-Halle    |
| 15 de maio de 2010     | Longirod         | Suíça           | Long Rock Open Air             |
| 19 de maio de 2010     | Paris            | França          | Lé Olympia                     |
| 21 de maio de 2010     | Liévin           | França          | Couvert Regional Stadium       |
| 22 de maio de 2010     | Estrasburgo      | França          | Lé Zenith                      |
| 29 de maio de 2010     | Berlim           | Alemanha        | O2 Arena                       |
| 30 de maio de 2010     | Zwickau          | Alemanha        | Stadthalle                     |
| 1 de junho de 2010     | Hanôver          | Alemanha        | TUI Arena                      |
| 5 de junho de 2010     | Janina           | Grécia          | Zosimades Stadium              |
| 7 de junho de 2010     | Salónica         | Grécia          | Makedonikos Stadium            |
| 9 de junho de 2010     | Patras           | Grécia          | Pampeloponnisiako Stadium      |
| 12 de junho de 2010    | Recklinghausen   | Alemanha        | Stadtgarten                    |
| América do Norte       |                  |                 |                                |
| 18 de junho de 2010    | Holmdel          | Estados Unidos  | PNC Bank Arts Center           |
| 19 de junho de 2010    | Colúmbia         | Estados Unidos  | Merriweather Post Pavilion     |
| 22 de junho de 2010    | Wantagh          | Estados Unidos  | Jones Beach Theater            |
| 23 de junho de 2010    | Gilford          | Estados Unidos  | Meadowbrook Pavilion           |
| 25 de junho de 2010    | Quebec City      | Canadá          | Pavillon de la Jeunesse        |
| 26 de junho de 2010    | Montreal         | Canadá          | Bell Centre                    |
| 27 de junho de 2010    | Toronto          | Canadá          | Molson Amphitheatre            |
| 1 de julho de 2010     | Clarkston        | Estados Unidos  | Energy Theatre                 |
| 2 de julho de 2010     | Milwaukee        | Estados Unidos  | Summerfest                     |
| 5 de julho de 2010     | Pittsburgh       | Estados Unidos  | Chevrolet Amphitheatre         |
| 6 de julho de 2010     | Cleveland        | Estados Unidos  | Time Warner Cable Amphitheater |
| 8 de julho de 2010     | Sarnia           | Canadá          | Bayfest                        |
| 10 de julho de 2010    | Nashville        | Estados Unidos  | Bridgestone Arena              |
| 11 de julho de 2010    | Memphis          | Estados Unidos  | Mud Island Amphitheatre        |
| 14 de julho de 2010    | Atlanta          | Estados Unidos  | Wireless Amphitheatre          |
| 16 de julho de 2010    | Miami            | Estados Unidos  | Bayfront Park                  |
| 17 de julho de 2010    | Tampa            | Estados Unidos  | 1-800-ASK-GARY Amphitheatre    |
| 19 de julho de 2010    | Nova Orleãs      | Estados Unidos  | Mahalia Jackson Theater        |
| 21 de julho de 2010    | Grand Prairie    | Estados Unidos  | Verizon Theatre                |
| 23 de julho de 2010    | San Antonio      | Estados Unidos  | AT&T Center                    |
| 24 de julho de 2010    | Oklahoma City    | Estados Unidos  | Zoo Amphitheater               |
| 26 de julho de 2010    | Albuquerque      | Estados Unidos  | Journal Pavilion               |
| 27 de julho de 2010    | Phoenix          | Estados Unidos  | Comerica Theatre               |
| 29 de julho de 2010    | Ontário          | Estados Unidos  | Citizens Business Arena        |
| 31 de julho de 2010    | Los Angeles      | Estados Unidos  | Teatro Nokia                   |
| 1 de agosto de 2010    | Concord          | Estados Unidos  | Sleep Train Pavilion           |
| 3 de agosto de 2010    | Paradise         | Estados Unidos  | Thomas & Mack Center           |
| 4 de agosto de 2010    | Sacramento       | Estados Unidos  | Raley Field                    |
| 6 de agosto de 2010    | Roseburg         | Estados Unidos  | Douglas County Fairgrounds     |
| 7 de agosto de 2010    | Ridgefield       | Estados Unidos  | Clark County Amphitheatre      |
| 9 de agosto de 2010    | Calgary          | Canadá          | Alberta Jubilee Auditorium     |
| 10 de agosto de 2010   | Edmonton         | Canadá          | Shaw Conference Centre         |
| 13 de agosto de 2010   | Sturgis          | Estados Unidos  | Motorcycle Rally               |
| 14 de agosto de 2010   | Billings         | Estados Unidos  | Montana State Fair             |
| 16 de agosto de 2010   | West Valley City | Estados Unidos  | USANA Amphitheatre             |
| 17 de agosto de 2010   | Broomfield       | Estados Unidos  | 1stBank Center                 |
| 20 de agosto de 2010   | Moline           | Estados Unidos  | I Wireless Center              |
| 21 de agosto de 2010   | Chicago          | Estados Unidos  | Rosemont Theatre               |
| 4 de setembro de 2010  | Monterrei        | México          | Arena                          |
| 7 de setembro de 2010  | Cidade do México | México          | Palacio de los Deportes        |
| América Latina         |                  |                 |                                |
| 9 de setembro de 2010  | Bogotá           | Colômbia        | Simón Bolívar Park             |
| 11 de setembro de 2010 | João Pessoa, PB  | Brasil          | Sun Rock Festival              |
| 13 de setembro de 2010 | Buenos Aires     | Argentina       | Luna Park                      |
| 14 de setembro de 2010 | Santiago         | Chile           | Movistar Arena                 |
| 16 de setembro de 2010 | La Paz           | Bolívia         | Estádio Hernando Siles         |
| 18 de setembro de 2010 | São Paulo, SP    | Brasil          | Credicard Hall                 |
| 19 de setembro de 2010 | São Paulo, SP    | Brasil          | Credicard Hall                 |
| 21 de setembro de 2010 | Curitiba, PR     | Brasil          | Expotrade Arena                |
| 22 de setembro de 2010 | Brasília, DF     | Brasil          | Ginásio Nilson Nelson          |
| 24 de setembro de 2010 | São Luís, MA     | Brasil          | Centro Histórico               |
| Europa 2               |                  |                 |                                |
| 2 de outubro de 2010   | Istambul         | Turquia         | Maçka Küçükçiftlik Park        |
| 4 de outubro de 2010   | Tel Aviv         | Israel          | Nokia Arena                    |
| 14 de outubro de 2010  | Chișinău         | Moldávia        | Zimbru Stadium                 |
| 17 de outubro de 2010  | Amnéville        | França          | Galaxie Pavilion               |
| 19 de outubro de 2010  | Dijon            | França          | Lé Zenith                      |
| 20 de outubro de 2010  | Clermont-Ferrand | França          | Lé Zenith                      |
| 22 de outubro de 2010  | Nantes           | França          | Lé Zenith                      |
| 25 de outubro de 2010  | Sófia            | Bulgária        | Academic Stadium               |
| 27 de outubro de 2010  | Atenas           | Grécia          | Peace and Friendship Stadium   |
| 2 de novembro de 2010  | Quieve           | Ucrânia         | International Expo Center      |
| 4 de novembro de 2010  | Odessa           | Ucrânia         | Sports Palace                  |
| 10 de novembro de 2010 | Zurique          | Suíça           | Hallenstadion                  |
| 12 de novembro de 2010 | Mannheim         | Alemanha        | SAP Arena                      |
| 13 de novembro de 2010 | Colônia          | Alemanha        | Lanxess Arena                  |
| 19 de novembro de 2010 | Hamburgo         | Alemanha        | Color Line Arena               |
| 21 de novembro de 2010 | Esch-sur-Alzette | Luxemburgo      | Rockhal                        |
| 25 de novembro de 2010 | Nuremberga       | Alemanha        | Arena                          |
| 27 de novembro de 2010 | Dortmund         | Alemanha        | Westfalenhallen                |

### Em 2011
| Data                    | Cidade           | País       | Local                            |
| ----------------------- | ---------------- | ---------- | -------------------------------- |
| Ásia                    |                  |            |                                  |
| 10 de fevereiro de 2011 | Bangkok          | Tailândia  | Impact Arena                     |
| Europa                  |                  |            |                                  |
| 7 de abril de 2011      | Crans-Montana    | Suíça      | Caprices Festival                |
| 15 de abril de 2011     | Saarbrücken      | Alemanha   | Saarlandhalle                    |
| 12 de maio de 2011      | São Petersburgo  | Rússia     | Ice Palace                       |
| 14 de maio de 2011      | Krasnodar        | Rússia     | Olympia Sports Palace            |
| 15 de maio de 2011      | Rostov do Don    | Rússia     | Dvorets Palace                   |
| 17 de maio de 2011      | Krasnoyarsk      | Rússia     | Yarygina Palace                  |
| 19 de maio de 2011      | Novosibirsk      | Rússia     | Sibir Sports Palace              |
| 20 de maio de 2011      | Magnitogorsk     | Rússia     | Magnitogorsk Arena               |
| 22 de maio de 2011      | Omsk             | Rússia     | Arena                            |
| 24 de maio de 2011      | Cazã             | Rússia     | Tatneft Arena                    |
| 26 de maio de 2011      | Moscou           | Rússia     | Olympic Stadium                  |
| 30 de maio de 2011      | Vilna            | Lituânia   | Siemens Arena                    |
| 3 de junho de 2011      | Ostrava          | Chéquia    | Bazaly Stadium                   |
| 4 de junho de 2011      | Bratislava       | Eslováquia | Incheba Arena                    |
| 6 de junho de 2011      | Budapeste        | Hungria    | Sports Arena                     |
| 9 de junho de 2011      | Bucareste        | Roménia    | Zone Arena                       |
| 17 de junho de 2011     | Oberursel        | Alemanha   | Hessentag                        |
| 18 de junho de 2011     | Clisson          | França     | Hellfest                         |
| 22 de junho de 2011     | Freiburg         | Alemanha   | Messe Arena                      |
| 24 de junho de 2011     | Dessel           | Bélgica    | Graspop Metal Meeting            |
| 25 de junho de 2011     | Papenburg        | Alemanha   | Meyer Werft                      |
| 1 de julho de 2011      | Tarnów           | Polónia    | Mościce Stadium                  |
| 4 de julho de 2011      | Biblos           | Líbano     | Byblos Festival                  |
| 6 de julho de 2011      | Biblos           | Líbano     | Byblos Festival                  |
| 7 de julho de 2011      | Biblos           | Líbano     | Byblos Festival                  |
| 11 de julho de 2011     | Berlim           | Alemanha   | Gendarmenmarkt                   |
| 14 de julho de 2011     | Carhaix-Plouguer | França     | Vieilles Charrues Festival       |
| 16 de julho de 2011     | Schweinfurt      | Alemanha   | Willy-Sachs-Stadion              |
| 17 de julho de 2011     | Bielefeld        | Alemanha   | Ravensberger Park                |
| 22 de julho de 2011     | Saimaa           | Finlândia  | Saimaa Open Air                  |
| 23 de julho de 2011     | Tuuri            | Finlândia  | Miljoona Rock Festival           |
| 3 de agosto de 2011     | Avenches         | Suíça      | Rock Oz' Arenes                  |
| 5 de agosto de 2011     | Avenches         | França     | Foire aux Vins                   |
| 30 de setembro de 2011  | Donetsk          | Ucrânia    | Olympic Stadium                  |
| 8 de outubro de 2011    | Cluj-Napoca      | Romênia    | Moina Stadium                    |
| 4 de novembro de 2011   | Genebra          | Suíça      | Arena                            |
| 11 de novembro de 2011  | Lisboa           | Portugal   | Pavilhão Atlântico               |
| 14 de novembro de 2011  | Lyon             | França     | Halle Tony Garnier               |
| 16 de novembro de 2011  | Toulon           | França     | Lé Zenith                        |
| 17 de novembro de 2011  | Toulouse         | França     | Lé Zenith                        |
| 19 de novembro de 2011  | Bordeaux         | França     | Patinoire Mériadeck              |
| 20 de novembro de 2011  | Montpellier      | França     | Parc des Expositions             |
| 22 de novembro de 2011  | Tours            | França     | Parc des Expositions             |
| 23 de novembro de 2011  | Paris            | França     | Palais Omnisports de Paris-Bercy |
| 25 de novembro de 2011  | Ruão             | França     | Lé Zenith                        |
| 26 de novembro de 2011  | Bruxelas         | Bélgica    | Forest National Arena            |